# Turritella leucostoma
Turritella leucostoma är en snäckart som beskrevs av Achille Valenciennes 1832. Turritella leucostoma ingår i släktet Turritella och familjen tornsnäckor. Inga underarter finns listade i Catalogue of Life.